# Jane Caro
Jane Caro   (Londres, 24 de juny de 1957) Catherine Jane Caro és una comentarista social feminista, escriptora i conferenciant anglesa, que resideix a Austràlia.

## Biografia
Car nasqué a Londres el 24 de juny del 1957 i la seua família emigrà a Austràlia el 1963. Estudià a la Universitat de Macquarie, on es graduà amb una llicenciatura en arts amb especialització en literatura anglesa, el 1977.

## Carrera
Començà treballant en màrqueting i després en publicitat.
Ha aparegut en Sunrise de Channel Seven, Q&A d'ABC i en The Gruen Transfer. També ha donat conferències sobre publicitat en l'Escola d'Humanitats i Arts de la Comunicació de la Universitat de Western Sydney. Fou ponent en el Festival d'Idees Perilloses 2014.
És membre de la junta directiva de la Fundació d'Educació Pública de NSW i Bell Shakespeare, i és ambaixadora del Lobby Nacional Secular.
El 2018, guanyà el Premi Dones en Lideratge dels Premis Walkley. Fou nomenada membre de l'Orde d'Austràlia (AM) el 2019 en reconeixement del seu "significatiu servei als mitjans de comunicació com a periodista, comentarista social i escriptora".
Es presentà com a candidata del Partit Raó per al Senat australià de Nova Gal·les del Sud en les eleccions federals del 2022.